# Peronne Road Cemetery
Le Peronne Road Cemetery  (Cimetière militaire  de la route de Péronne) est un cimetière militaire de la Première Guerre mondiale, situé sur le territoire de la commune de Maricourt, dans le département de la Somme, au nord-est d'Amiens.

## Localisation
Ce cimetière est situé au sud-ouest du village sur la D938 reliant Albert à Péronne à 100 m  des dernières habitations.

## Histoire

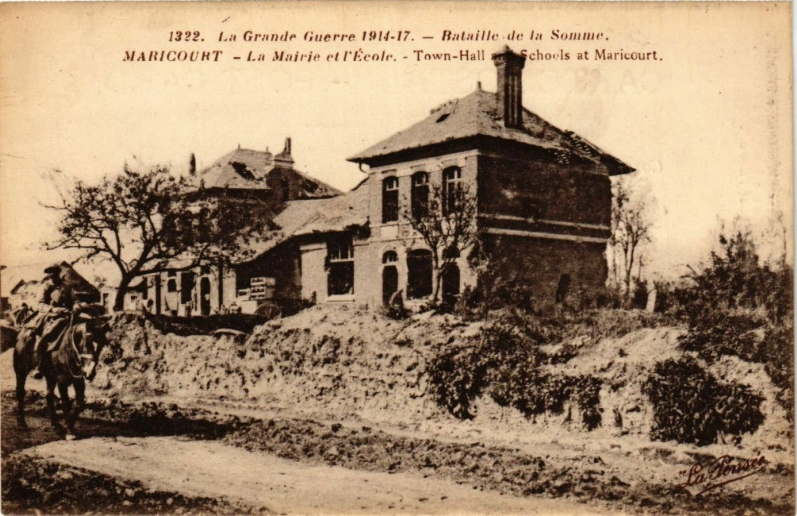
Ruines du village de Maricourt à l'issue de la guerre 14-18.

Maricourt a été sur la ligne de front en 1916 lors de la bataille de la Somme. Connu à l'origine sous le nom de cimetière militaire de Maricourt n ° 3, il a été commencé par des unités combattantes et des ambulances de campagne lors des batailles de la Somme de 1916, et utilisé jusqu'en août 1917.

## Caractéristiques
Il y a maintenant 1348 victimes de la guerre 1914-18 commémorées sur ce site. Parmi ceux-ci, 366 sont non identifiés et des monuments commémoratifs spéciaux sont érigés à 26 soldats du Royaume-Uni connus ou supposés être enterrés parmi eux.
Le cimetière couvre une superficie de 3,7 ha et est entouré sur trois côtés par un muret de briques rouges.

## Galerie

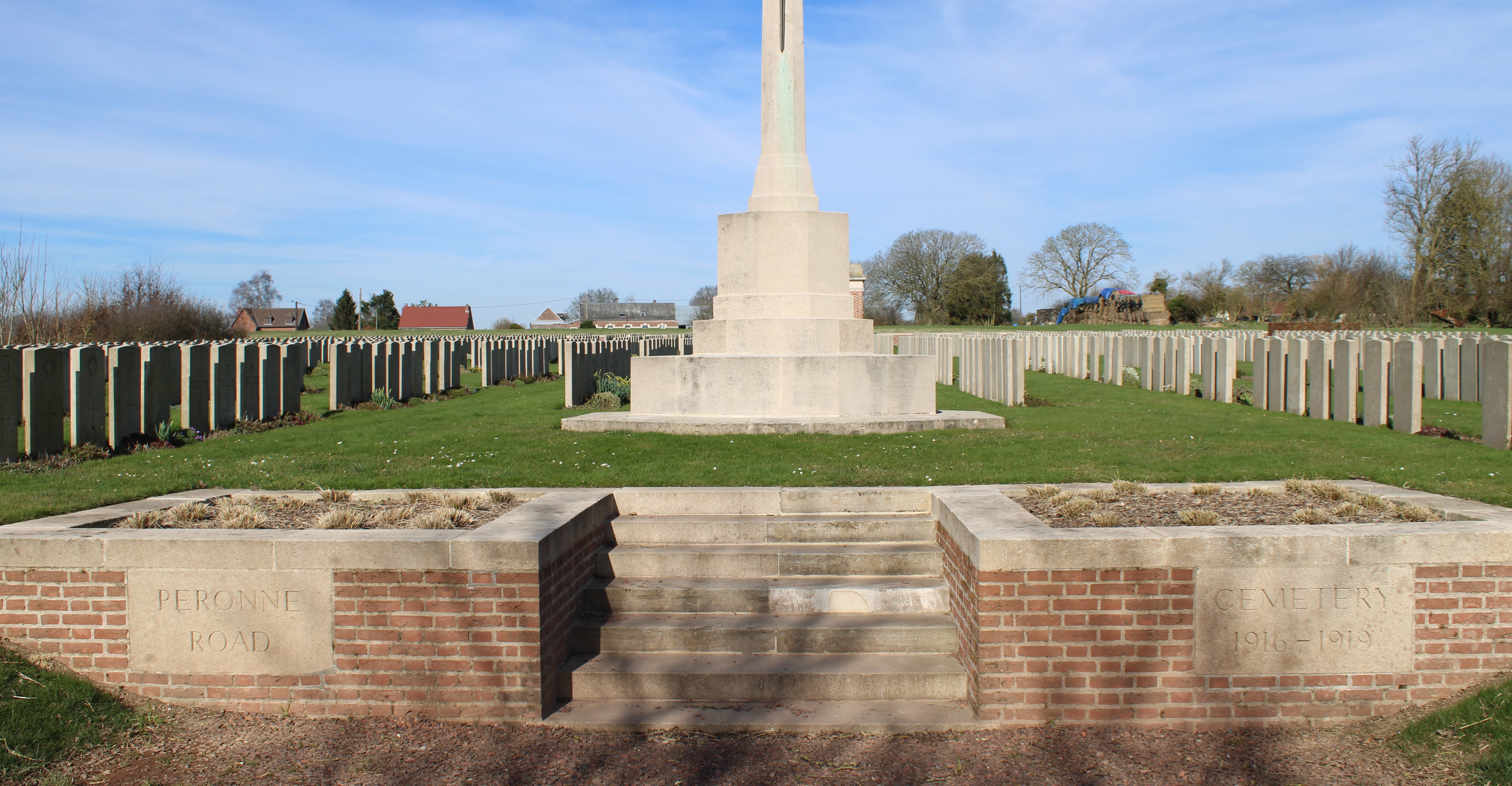
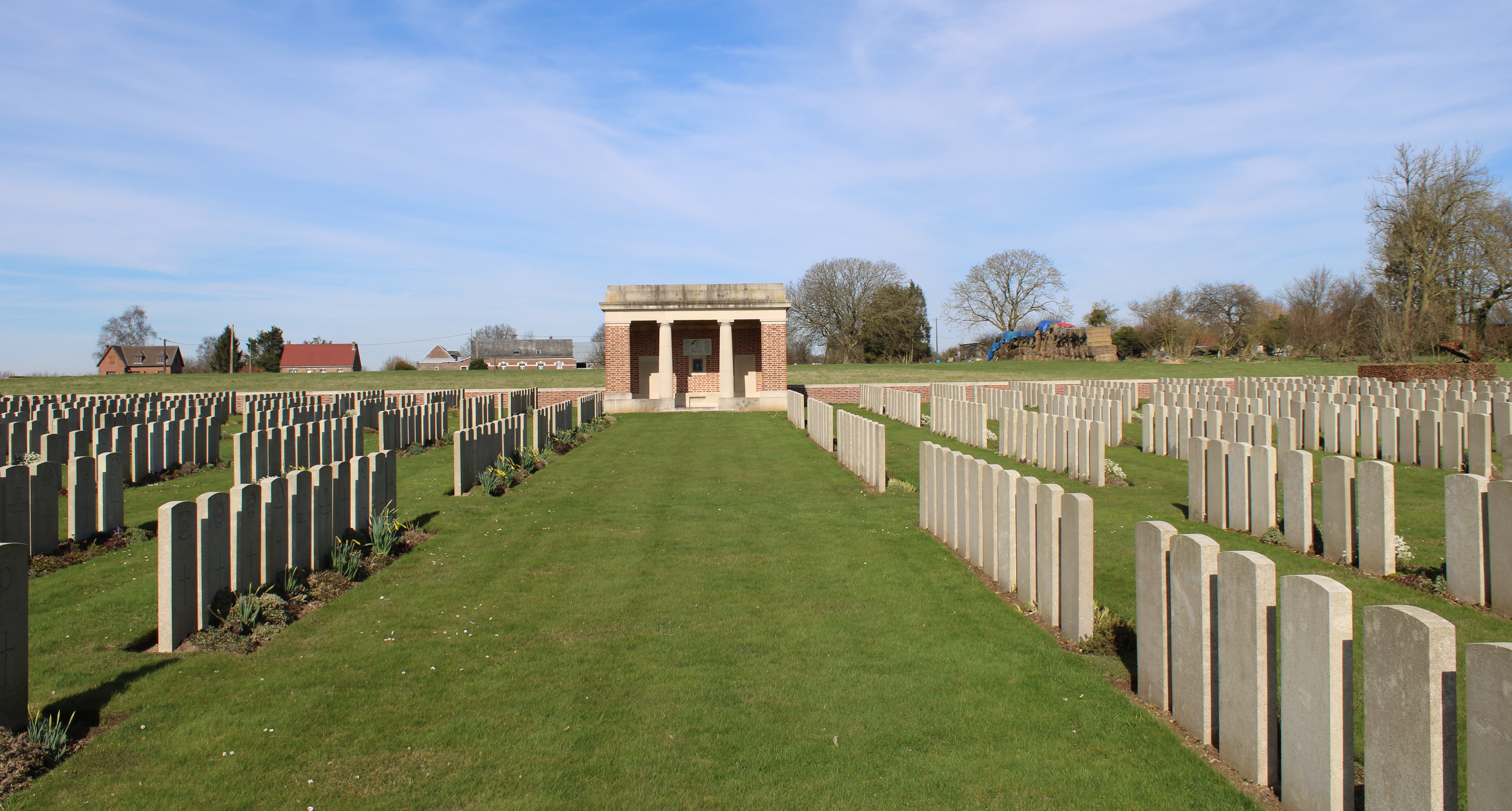
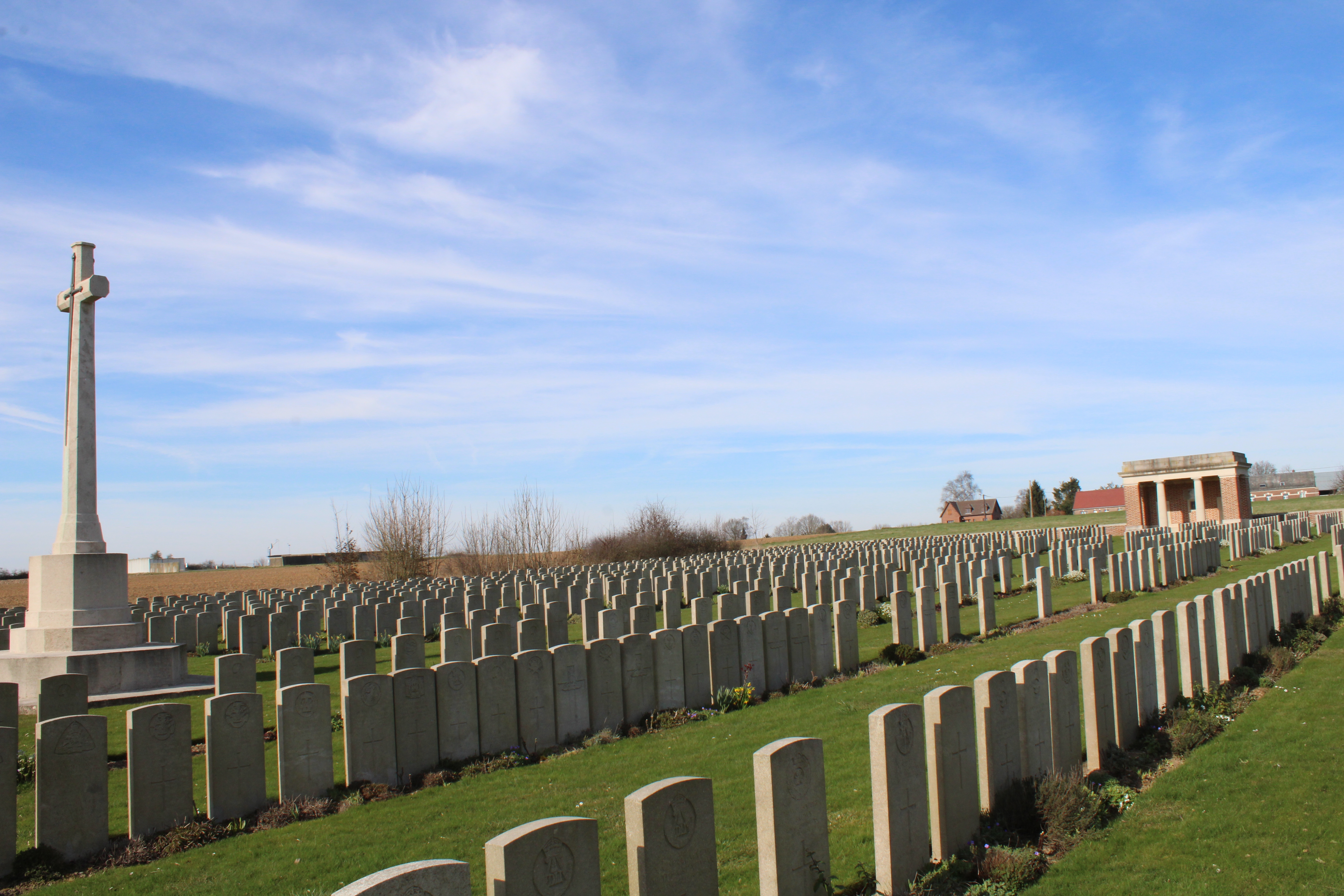
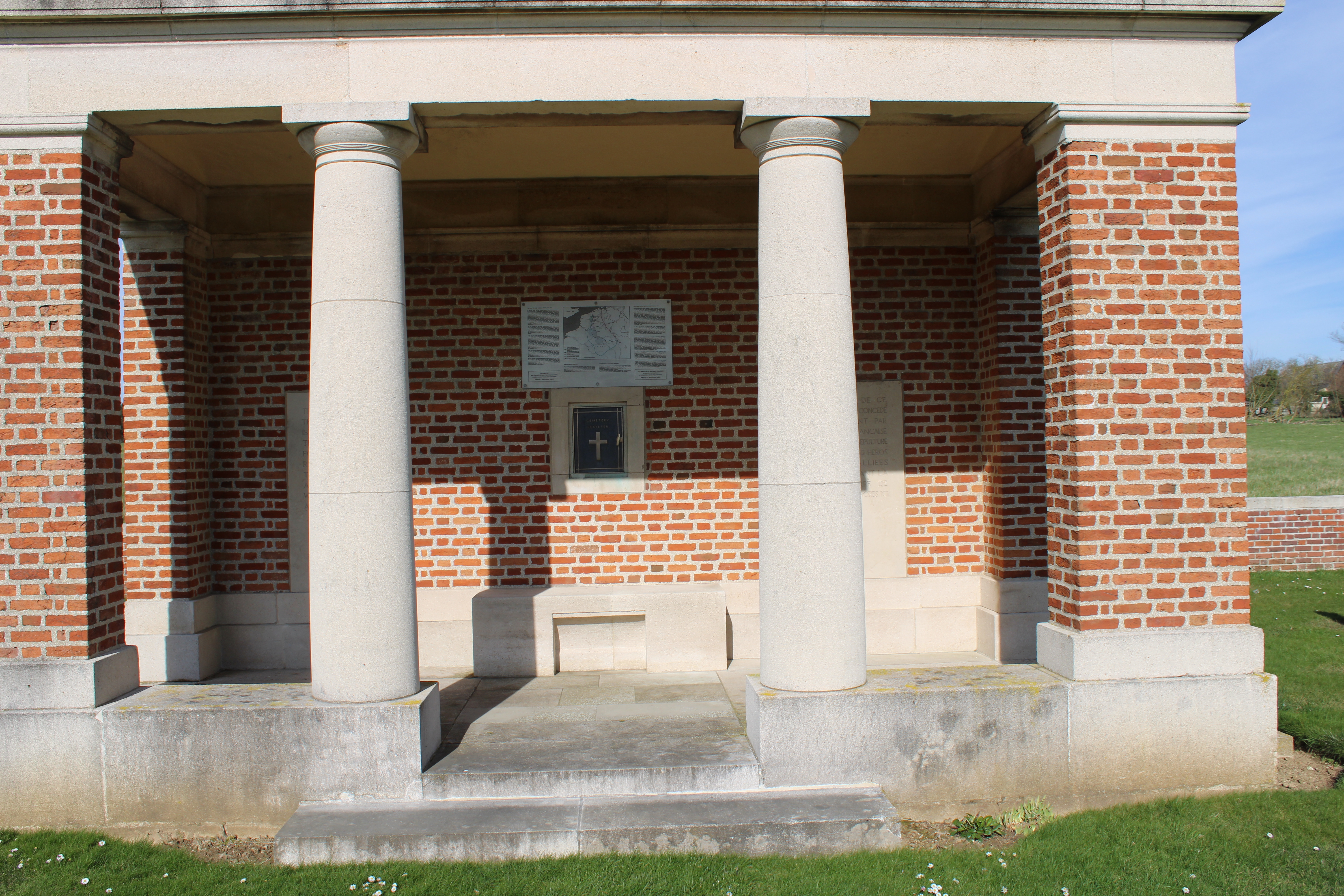
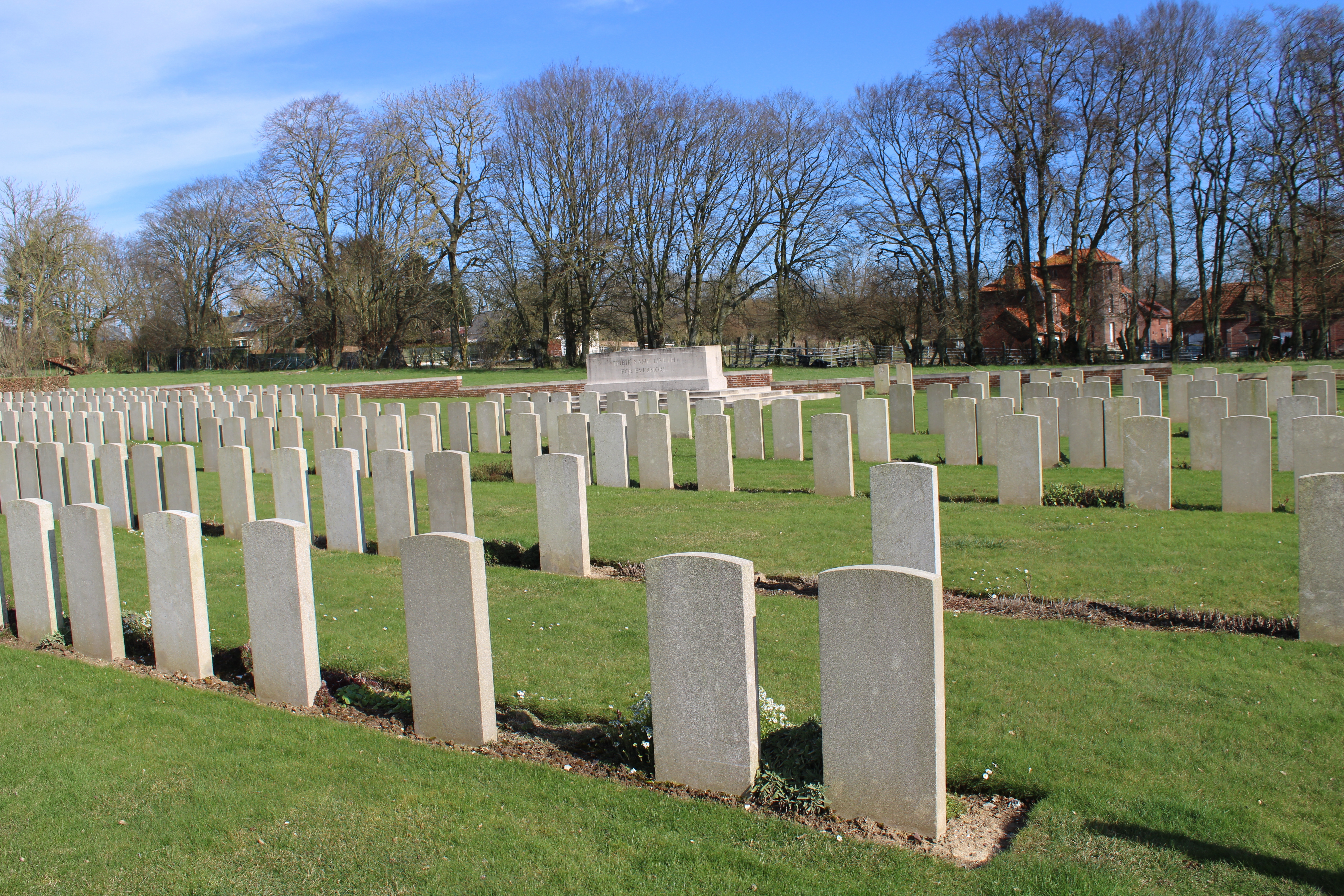
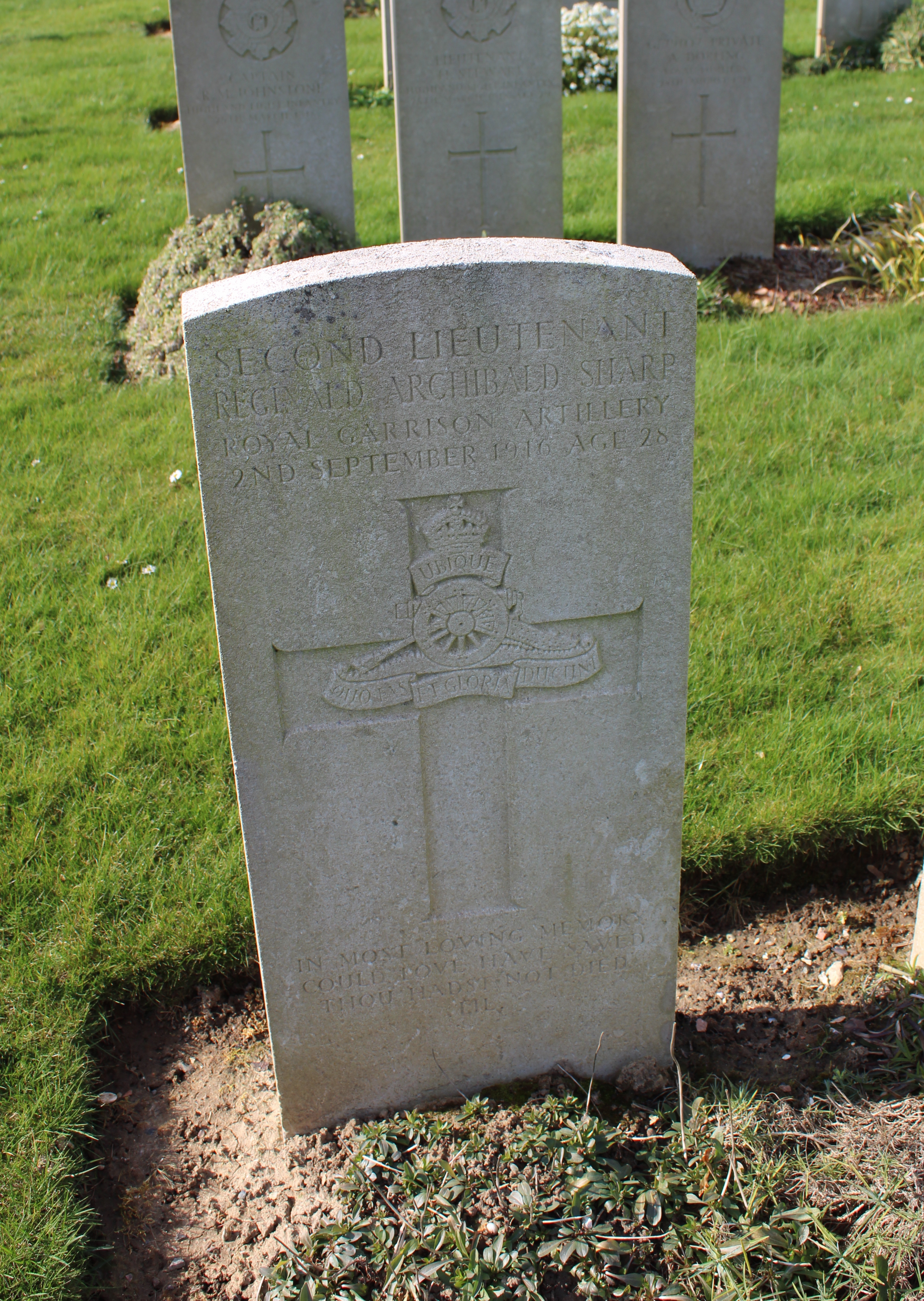
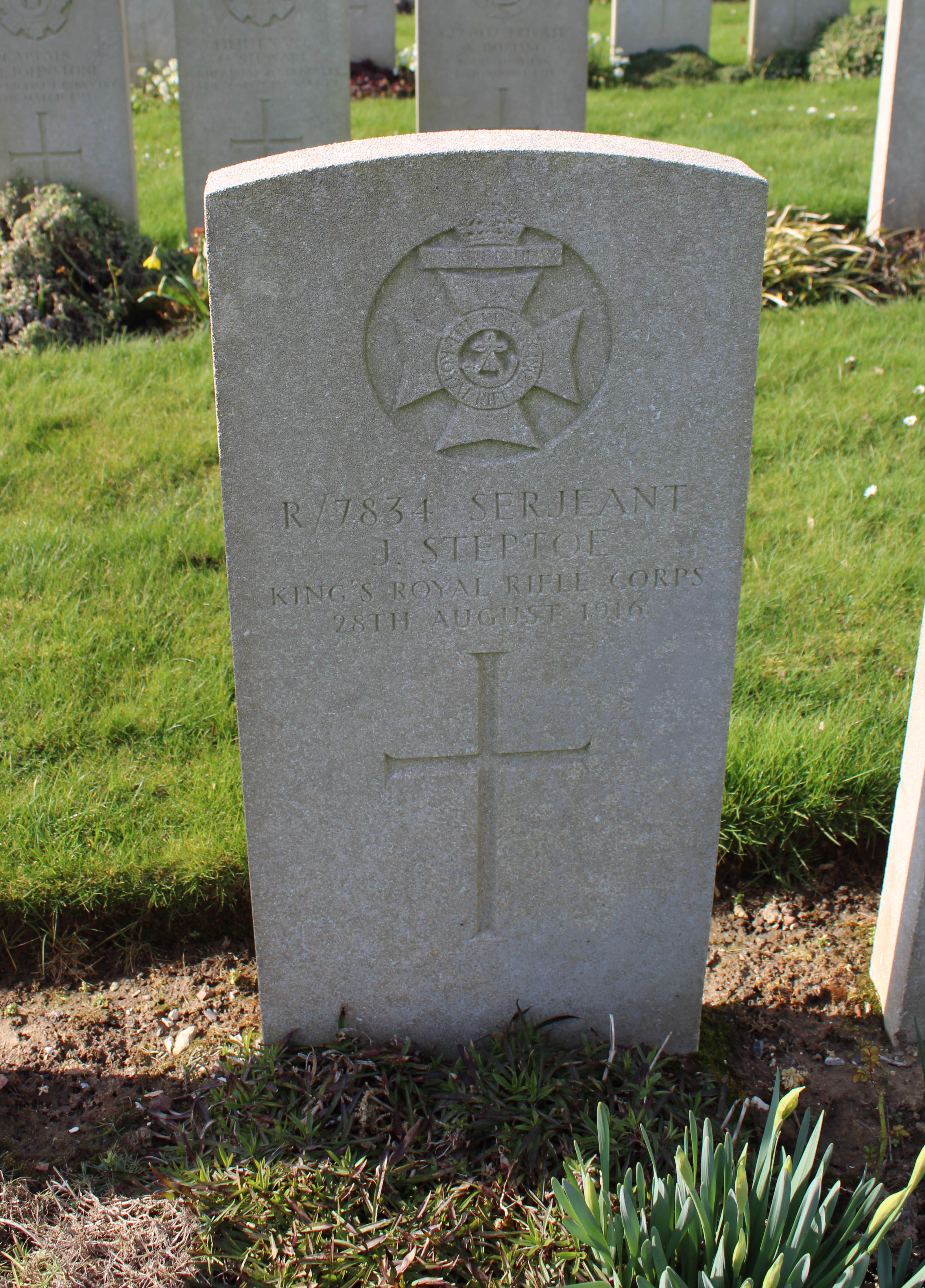

### Sépultures
| Pays           | Sépultures |
| -------------- | ---------- |
| Royaume-Uni    | 1 301      |
| Australie      | 14         |
| Afrique du Sud | 32         |
| Canada         | 1          |
| Total          | 1 348      |